# Hexinlusaurus multidens
 Hexinlusaurus multidens es la única especie conocida del género extinto  Hexinlusaurus  (“lagarto de He Xin-Lu”) de dinosaurios ornitisquios, que vivió a mediados del período Jurásico, hace aproximadamente entre 165 a 161 millones de años, desde el Bathoniense al Calloviense, en lo que es hoy Asia. El nombre fue puesto en honor al Profesor He Xin-Lu, de la Universidad Tecnológica de Chengdu. Otros dinosaurios conocidos de la misma región incluyen al saurópodo Shunosaurus, terópodo Gasosaurus y al estegosáurido Huayangosaurus.
El holotipo, ZDM T6001, consiste en un muy completo esqueleto con el cráneo articulado y la mayor parte del esqueleto postcraneal, recogido de la arenisca entre la Formación Shaximiao inferior y los famosos depósitos de fósiles de Dashanpu, en China. El paratipo consiste en un cráneo parcial y restos postcraneales. 
Anteriormente se había descrito como una especie de Yandusaurus, Y. multidens y reclasificado como un nuevo taxón por Barret en 2005 sobre la base de una sola autopomorfia, “la presencia de una marcada concavidad que se extiende sobre la superficie lateral del postorbital”. También fue considerado como un Agilisaurus. Gregory Paul lo propuso como una especie Othnielosaurus. Es considerado un nexo entre los fabrosáuridos y los hipsilofodóntidos. Fue asignado a Ornithischia por Barrett et al. en 2005 y a Neornithischia por Butler et al. en 2007, 2008 y Butler y Sullivan en 2009, a Hypsilophodontidae por Alifanov y Saveliev en 2014 y a Neornithischia por Han et al. en 2012 y Madzia et al. en 2018.
Antes del nombre oficial Hexinlusaurus, este género fue conocido por el nombre informal "Proyandusaurus". Este nombre aparecía en un resumen aparentemente publicado por Fabien Knoll, que al parecer carecía de consentimiento.